# サンスポ韓Fun
サンスポ韓Fun（サンスポ・かん・ファン）とは、産経新聞社が2011年4月から2014年2月まで発行していたサンケイスポーツ系の新聞。韓国やそれに関連する芸能情報を扱う週刊タブロイド新聞である。

## 概要
毎週水曜発行。韓国の俳優・ポップス歌手などのインタビューや、韓国の芸能・文化最新情報、韓国に関連する人物・韓流ファンなどの著名人のコラムが多数掲載されている。主な執筆者に草彅剛、増田みのり（ニッポン放送）、フジテレビジョン女性アナウンサー（5人持ち回り）、杉本なつみ（関西テレビ放送）など。
2012年5月29日よりメールマガジンの配信を開始した。
発行部数は、創刊時は10万部で、2012年1月時点では15万部にまで増加した。その後、2014年2月26日発行の第140号（3月5日号）をもって休刊した。